# Gunilla Svensson (arkitekt)

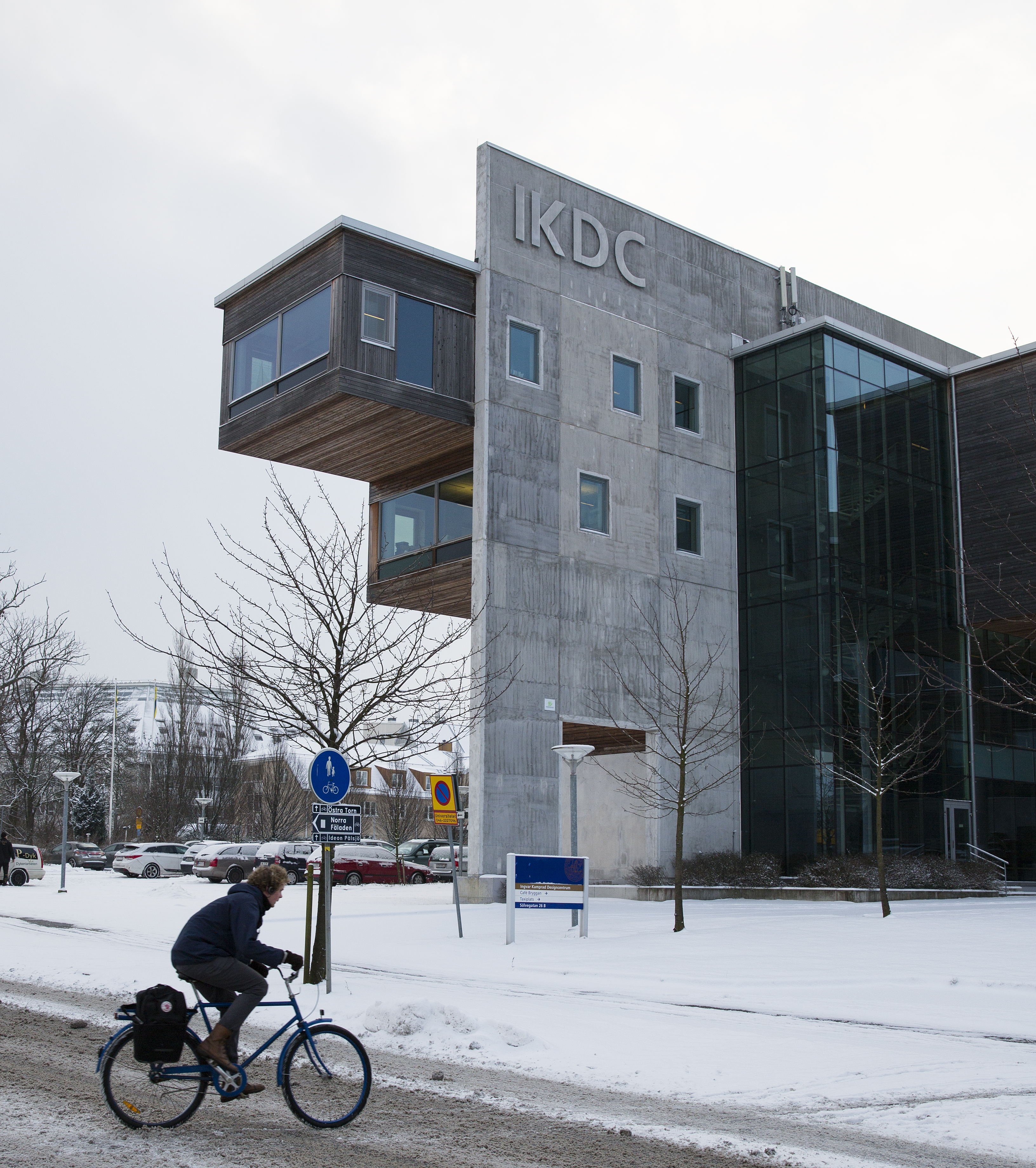
Ingvar Kamprad Designcentrum i Lund

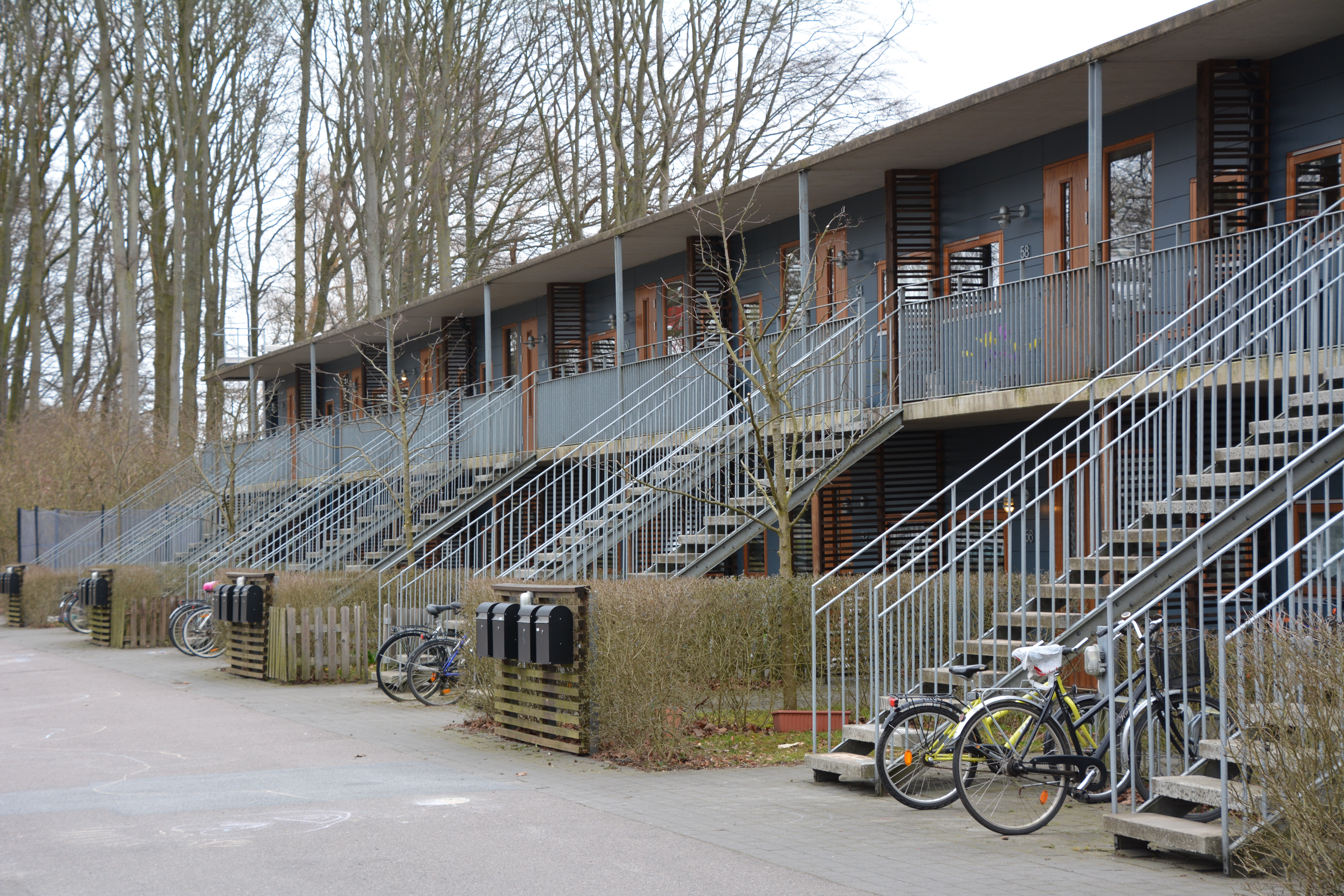
Hyreshus på Vipemöllevägen i Lund

Elsa Gunilla Svensson, född 4 december 1956 i Lund, är en svensk arkitekt.
Gunilla Svensson är ledamot av Konstakademien sedan 2001. Hon blev Statens fastighetsverks slottsarkitekt för Landskrona citadell 2007. Hon har eget arkitektkontor i Lund.

## Byggnader i urval
- Bostadsområde, 1994, Kävlingevägen i Lund
- Ingvar Kamprad Designcentrum, 2002, i Lund
- Hyreshus i kvarteret Skötaren, 2005–2006, Vipemöllevägen i Lund
- Stenindustrimuseum, utställningslokal i Sibbhult, 2012